# Болотчицы (Слуцкий район)
Болотчицы (бел. Балотчыцы) — деревня в Слуцком районе Минской области Белоруссии. Относится к Беличскому сельсовету. Находится в 10 километрах юго-западнее Слуцка.

## История
Точная дата образования поселения не известна, однако в XVI веке Болотчицы уже существовали. Поселения с такими названиями появились в Великом княжестве Литовском в результате волочной померы XVI века — аграрной реформы, которая проводилась по инициативе миланской принцессы, королевы польской и великой княгини литовской Боны Сфорца.
В 1799 году в центре деревни был построен филиальный костёл от Слуцкой фары — парафиального (приходского) костёла, построенного в 1419 году. В 1834 году его сменил новый деревянный храм. В 1856 году в Болотчицах появилась православная церковь в честь Преображения Господня, построенная на средства помещицы Непокойчицкой. Деревянный храм воздвигли в полверсты от деревни, переживая, что «паны-ляхи не дозволяют строить в центре деревни». После восстания 1863 года костёл был закрыт и около 20 лет здание пустовало, а под конец XIX века сюда перевели Преображенскую церковь. Старое же здание, которое было построено за деревней, переосвятили в Николаевскую церковь.
В начале XX века в деревне насчитывалось 178 дворов, 1181 житель; застенок, 34 двора, 250 жителей.
Недалеко от деревни были залежи мела. Крестьяне делали с него кругляши, сушили и продавали на рынке.
После 1905 года местные католики возвели на юго-западной окраине Болотчиц новый деревянный костел. В 1920—1930-х годах советская власть закрыла в Болотчицах все храмы, причем церкви вскоре были уничтожены. Во время Великой Отечественной войны здание бывшего костела приспособили под православную церковь. Но в 1956 году её снова закрыли, устроив здесь колхозный склад ядохимикатов. Несмотря на это, храм был объявлен памятником архитектуры деревянного зодчества.
С 1992 года святыня опять начала действовать как православная церковь, но недолго. На рубеже XX-XXI вв. в Болотчицах была построена новая деревянная церковь в честь Преображения Господня.

## Транспорт
Из Слуцка в Болотчицы ходит 4 автобуса, один из которых — ежедневно. Расписание

## Инфраструктура
- Дом культуры
- Болотчицкая сельская библиотека-филиал № 5 сети публичных библиотек Слуцкого района
- Магазин № 150
- Отделение почтовой связи «Болотчицы»

Базовую школу закрыли в 2011 году из-за небольшого количества учеников.

## Памятники археологии
- Курган севернее деревни, около кладбища
- Посередине поля (известен с 1924 года)
- Курганный могильник на кладбище (29 насыпей)

На сельском кладбище есть могилы и памятники партизанам, погибшим в 1943 году.
Около правления деревни установлен памятник памяти 115 земляков, которые погибли во время гражданской (1918-1920), советско-финской (1939-1940) и Великой Отечественной (1941-1945) войн.

## Известные уроженцы
- Алешко, Антон Антонович (1913-1971) — белорусский писатель
- Вишневский, Владимир Николаевич (1955) — художник, график.
- Валерий Карбалевич (1955)— белорусский политолог, историк, аналитик